# Kerem Demirbay
Kerem Demirbay (Herten, 1993. július 3. –) német–török labdarúgó, 2023-tól a török Galatasaray középpályása.

## Pályafutása

### Klubcsapatban
Kerem Demirbay a Rühr-régióhoz tartozó Hertenben született, pályafutását 1999-ben kezdte a Schalkéban. Utánpótláskorú játékosként megfordult több klubnál, így az SG Wattenscheid 09-nél és a Borussia Dortmundnál.
2012. július 21-én, a 2012-13-as szezon első mérkőzésén debütált a profik között a VfL Osnabrück elleni mérkőzésen a német harmadosztályban. A 2013-14-es idény téli átigazolási időszakában ingyen került a Hamburger SV tartalékcsapatához, amely akkor a negyedosztályban szerepelt. 2014. április 19-én a Bundesligában is pályára lépett.
A 2014-15-ös szezon előtti mérkőzéseken ugyan jól teljesített, mégis kölcsönadták, a másodosztályú Kaiserslauternnek. Összesen 22 alkalommal lépett pályára a bajnokságban, ebből tizennyolcszor kezdőként, és egy gólt szerzett. 2015. augusztus 25-én újabb egy évre kölcsönadták, ezúttal a Fortuna Düsseldorfnak. 2016 júniusában Demirbay aláírt az 1899 Hoffenheimhez.
2019. május 9-én bejelentette a Hoffenheim, hogy a nyártól a Bayer 04 Leverkusenben folytatja karrierjét.

### A válogatottban
A török származású, és az utánpótlás korosztályokban Törökországot képviselő Demirbay 2017 májusában a török felnőtt válogatottba is meghívót kapott, amit ő elutasított. 2017 júniusában Joachim Löw meghívta a német válogatottba, majd bekerült a 2017-es konföderációs kupára utazó keretbe is. A nemzeti csapatban végül június 6-án, Dánia ellen mutatkozott be, amikor Leon Goretzka cseréjeként állt be a 77. percben.

## Statisztikái

### Válogatott
2017. június 25-én frissítve.
| Németország | Németország     | Németország |
| Év          | Pályára lépések | Gólok       |
| ----------- | --------------- | ----------- |
| 2017        | 2               | 1           |
| összesen    | 2               | 1           |

### Válogatott góljai
2017. június 25-én frissítve. 
| #  | Időpont          | Helyszín                                   | Ellenfél | Állás | Végeredmény | Kiírás                     |
| -- | ---------------- | ------------------------------------------ | -------- | ----- | ----------- | -------------------------- |
| 1. | 2017. június 25. | Fisht Olympic Stadium, Szocsi, Oroszország | Kamerun  | 1 – 0 | 3 – 1       | 2017-es konföderációs kupa |

## Sikerei, díjai
- Németország
  - Konföderációs kupa: 2017